# Вибии
Ви́бии (лат. Vibii или gens Vibia) — римский плебейский род, возникший после 2–й Пунической войны и разросшийся уже в имперскую эпоху. Пожалуй, одним из самых известных его представителей являлся соратник диктатора Гая Юлия Цезаря и друг императора Августа Гай Вибий Панса Цетрониан, достигший высших магистратур в 43 году до н. э. и погибший в Мутинскую войну.

## Известные носители
- Гай Вибий, сын Гая, Панса (I в. до н. э.), член коллегии монетных триумвиров около 87 года до н. э.;
- Гай Вибиен (ум. 58 до н. э[1][2].), др.-римский сенатор (homo novus[3]), знакомый Гортензия[1]. По всей видимости, по рождению принадлежал к Вибиям;
- Вибий (возможно, носил когномен «Сикка»[4][5]; ум. после 44 до н. э[6][7].), начальник мастеровых (лат. Praefectum fabrum[8]) в войске консула 63 года до н. э. Марка Туллия Цицерона[9]. Его супруга, Септимия[10], являлась любовницей Марка Антония[5][11];
- Гай Вибий Панса Цетрониан (ум. 22/23 апреля 43 до н. э.), консул 43 года до н. э. Приёмный сын монетария 90 года до н. э.;
- Гай Вибий Вар (I в. до н. э.), монетарий Республики в 42 до н. э.;
- Вибий Максим (ум. после 39 до н. э.), квестор-десигнат в 39 году до н. э.;
- Вибий Виск (I в. до н. э.), предполагаемый сенатор около 35 года до н. э., знакомый Горация;
- Вибий Виск Туррин (I в. до н. э.), брат предыдущего и вероятный сенатор около 35 года до н. э. Также знакомый Горация;
- Гай Вибий Постум (ум. после 15), консул-суффект Империи в 5 году;
- Авл Вибий Габит (ум. после 17), консул-суффект 8 года и проконсул Африки в 16—17 гг. Предполагаемый младший брат предыдущего;
- Гай Вибий Руф, консул-суффект в 16 г.;
- Луций Вибий Сабин[англ.] (I в.), консул-суффект в неустановленном году, отец императрицы Вибии;
- Луций Юний Квинт Вибий Крисп, консул-суффект Римской империи в 61, 74 и 83 годах;
- Квинт Вибий Секунд (ум. после 101), консул-суффект 86 г.;
- Тит Вибий Вар — член консульской коллегии в 134 году;
- Гай Вибий Требониан Галл, римский император в 251—253 гг.;
- Гай Вибий Афиний Галл Вендумниан Волузиан, сын и соправитель Требониана Галла (251—253 годы)
- Тит Клодий Вибий Вар, консул Римской империи (III в.);
- Вибий Секвестр, географ, писатель и поэт, живший в IV—V веках.